# コナベ古墳

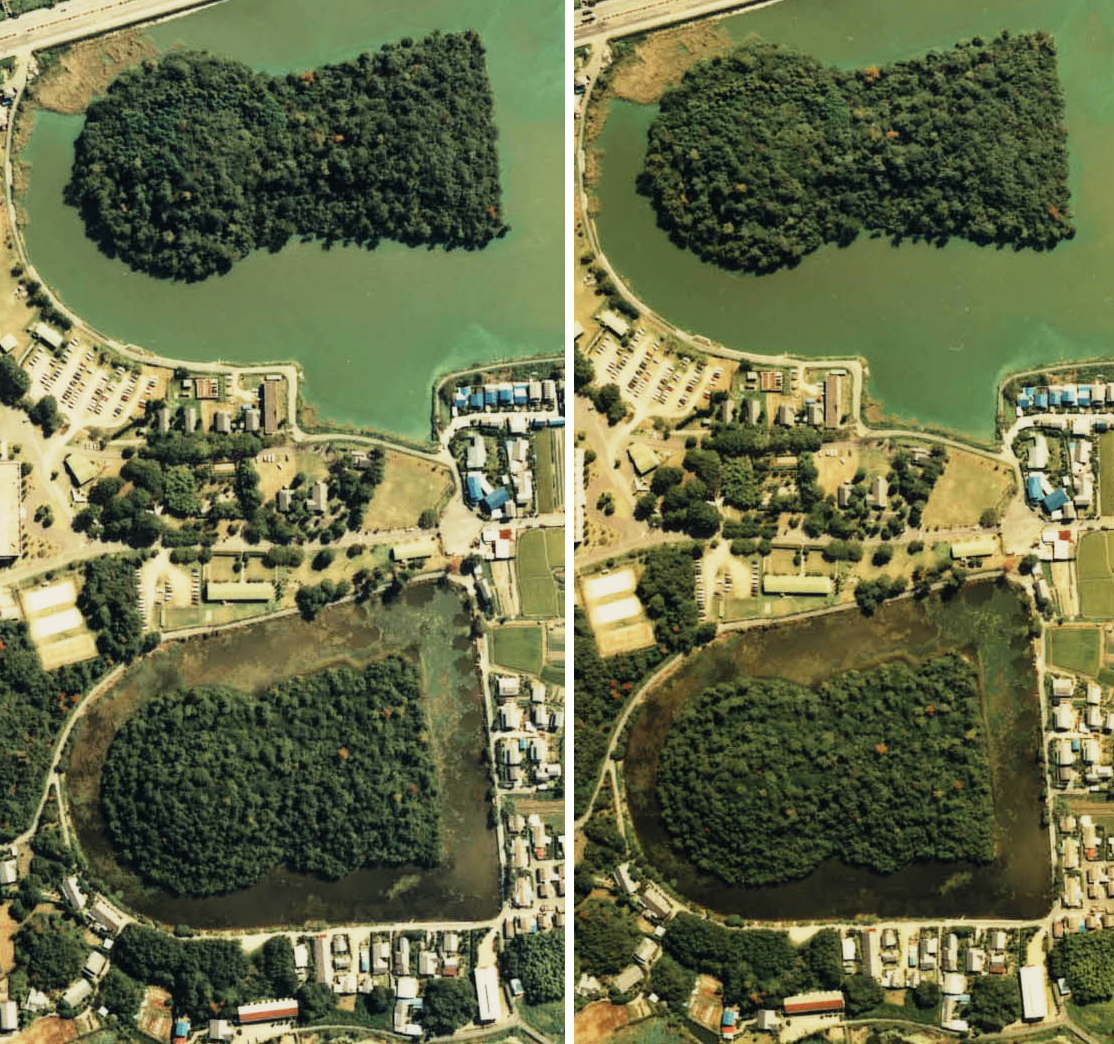
ウワナベ古墳（上）とコナベ古墳（下）のステレオ空中写真（1979年）

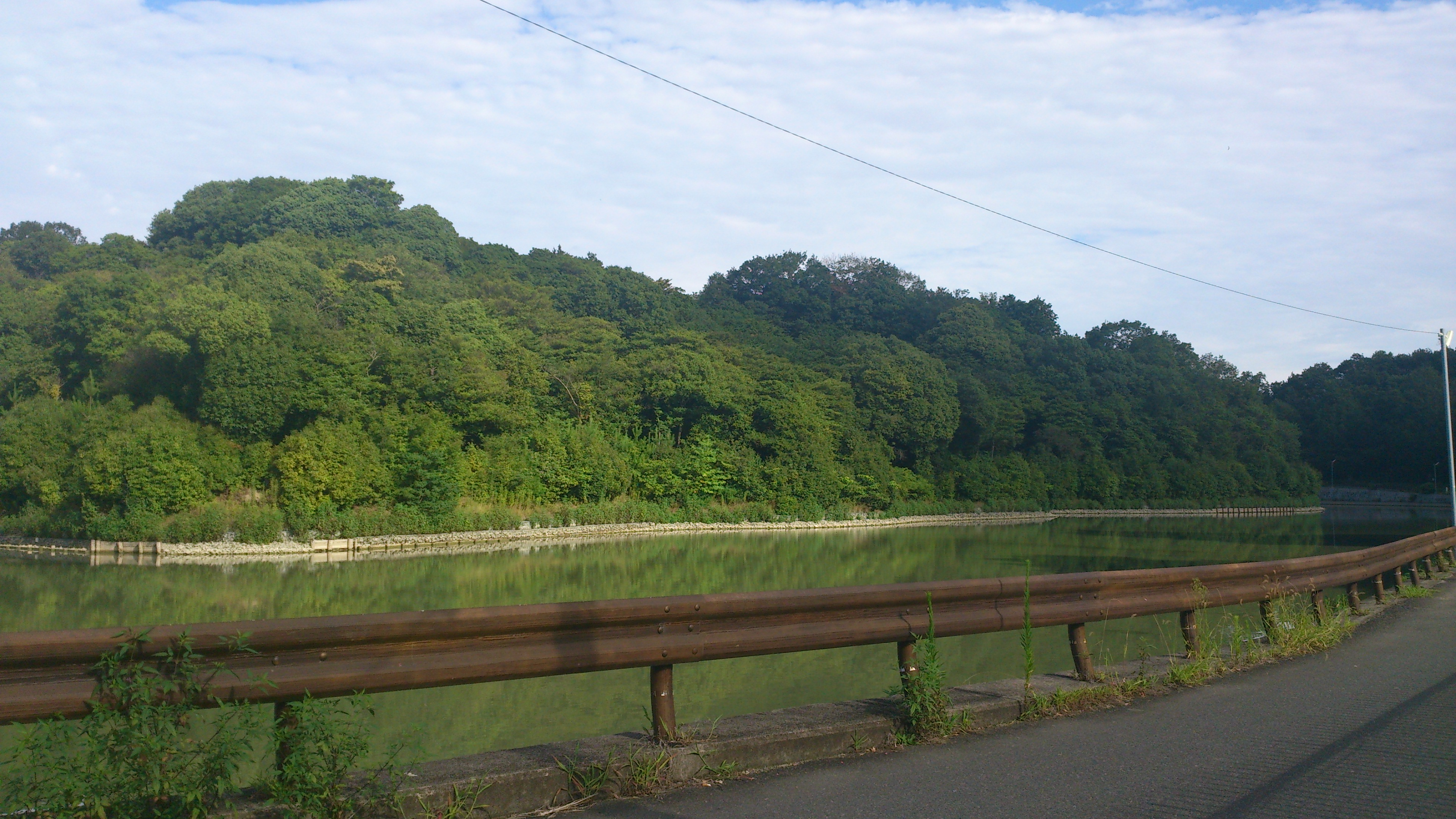
全景

コナベ古墳（こなべこふん）は、奈良県奈良市法華寺町にある古墳。形状は前方後円墳。佐紀盾列古墳群を構成する古墳の1つ。
実際の被葬者は明らかでないが、宮内庁により「小奈辺陵墓参考地」（被葬候補者：第16代仁徳天皇皇后磐之媛命）として陵墓参考地に治定されている。

## 概要

### 規模・位置・形状

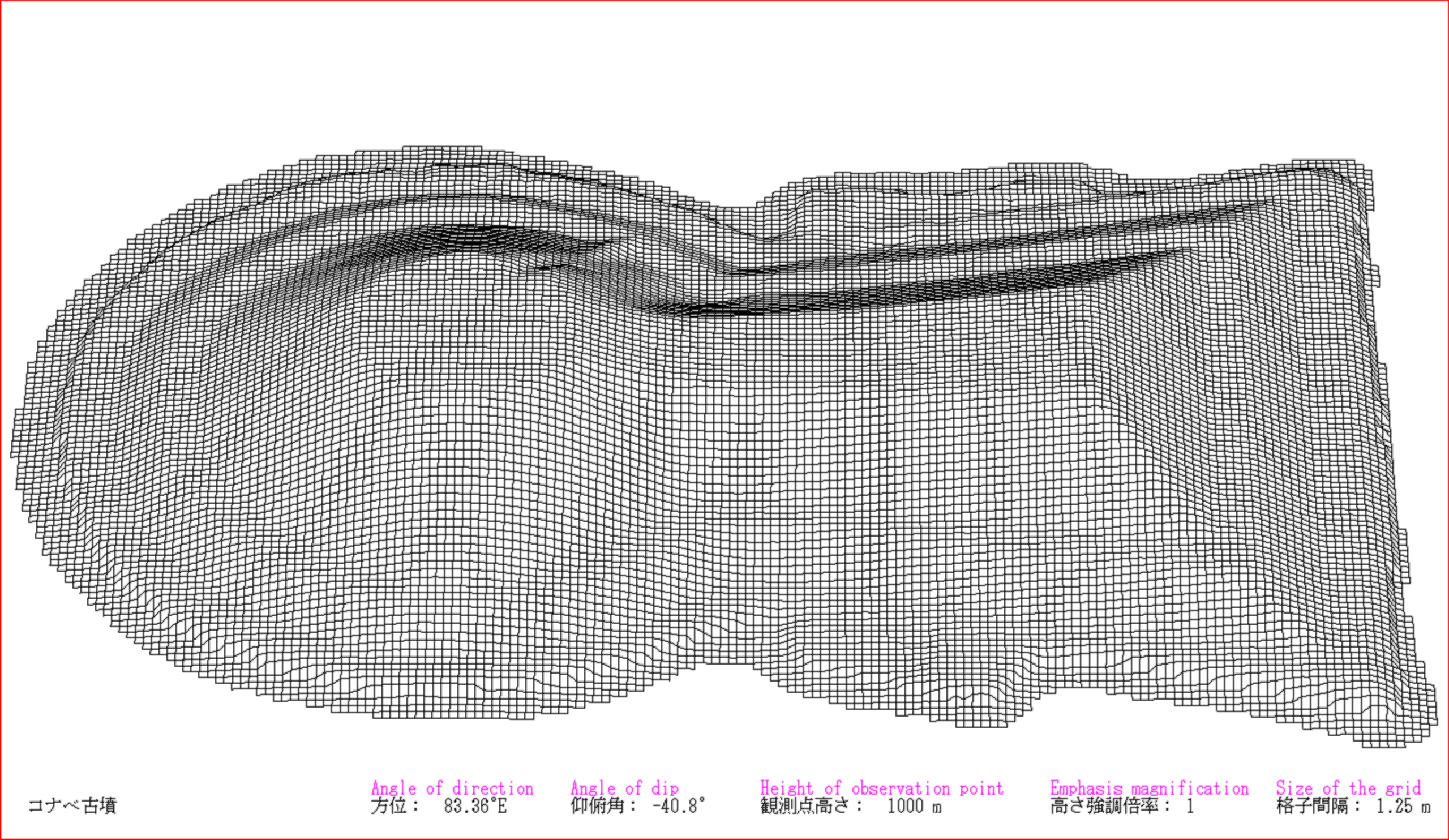
3DCGで描画したコナベ古墳

奈良市北部の佐紀丘陵の南西斜面先端部に立地するコナベ古墳は、大小60あまりの古墳よりなる佐紀盾列古墳群の東群に属し、その東にはウワナベ古墳、北西には磐之媛命（仁徳天皇皇后）の陵墓に治定されるヒシアゲ古墳がある。コナベ・ウワナベ・ヒシアゲの3基の古墳は、航空自衛隊幹部候補生学校を取り囲むような位置関係にあり、平城宮大極殿跡の北東約750メートルの地点に立地する。
墳丘の長さは204メートルであり、全国でも31位の規模を有する大型の前方後円墳である。後円部の径が125メートル・高さ20メートル、前方部は幅129メートル・高さ17.5メートルであり、前方部はほぼ南の方向を向いている。
ウワナベ古墳もコナベ古墳も、ともに全長200メートルを超える規模を有し、三段築成の前方後円墳が前方部を南方に向けて東西に並んで立地するところから、両古墳の被葬者のあいだに密接な関係が考えられるが、コナベ古墳の方が年代的にやや古いとみられている。なお、コナベ古墳の墳形は市庭古墳（奈良県奈良市）や誉田御廟山古墳（大阪府堺市）との相似関係が指摘されている。

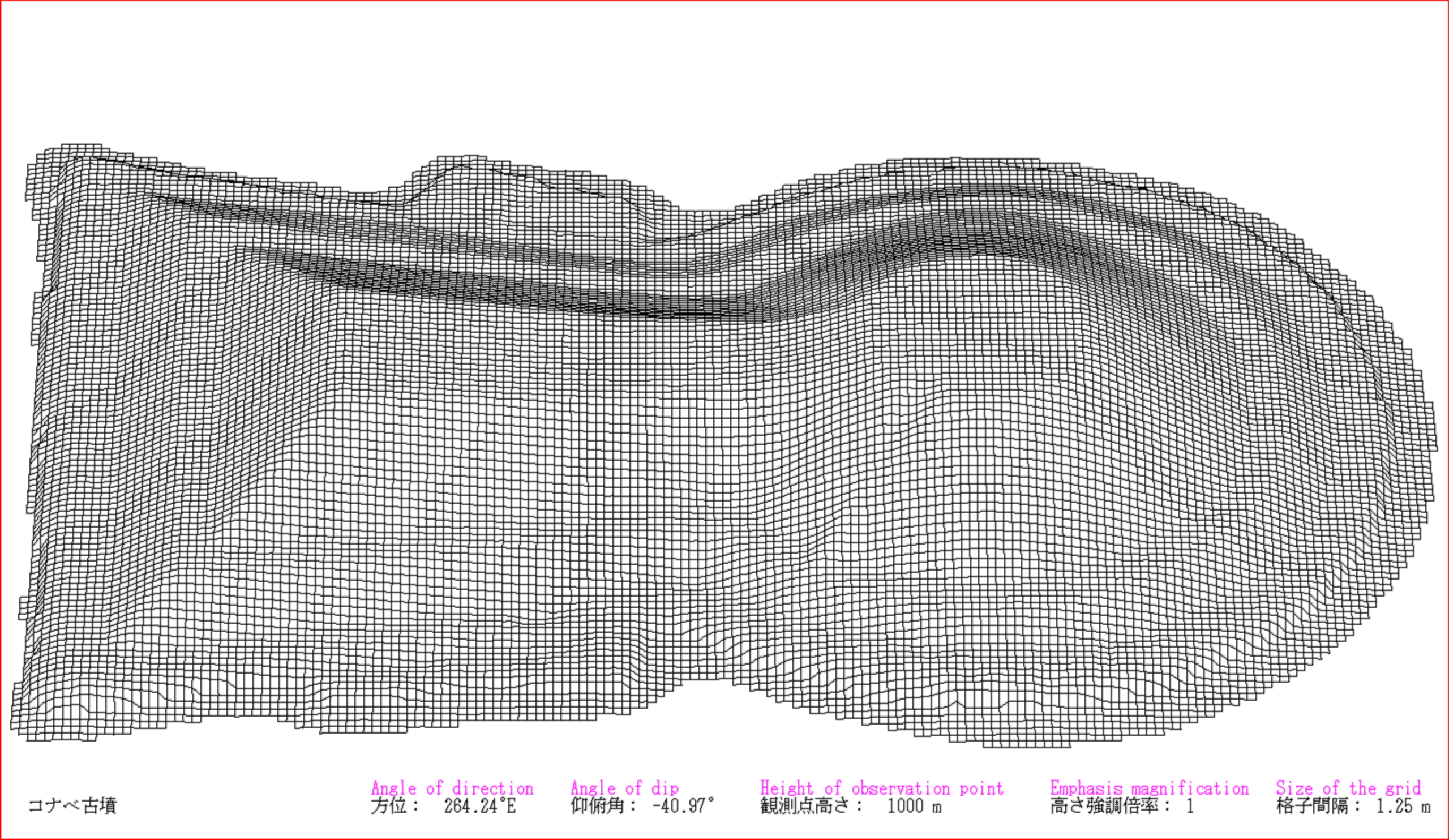
3DCGで描画。東方向から見る
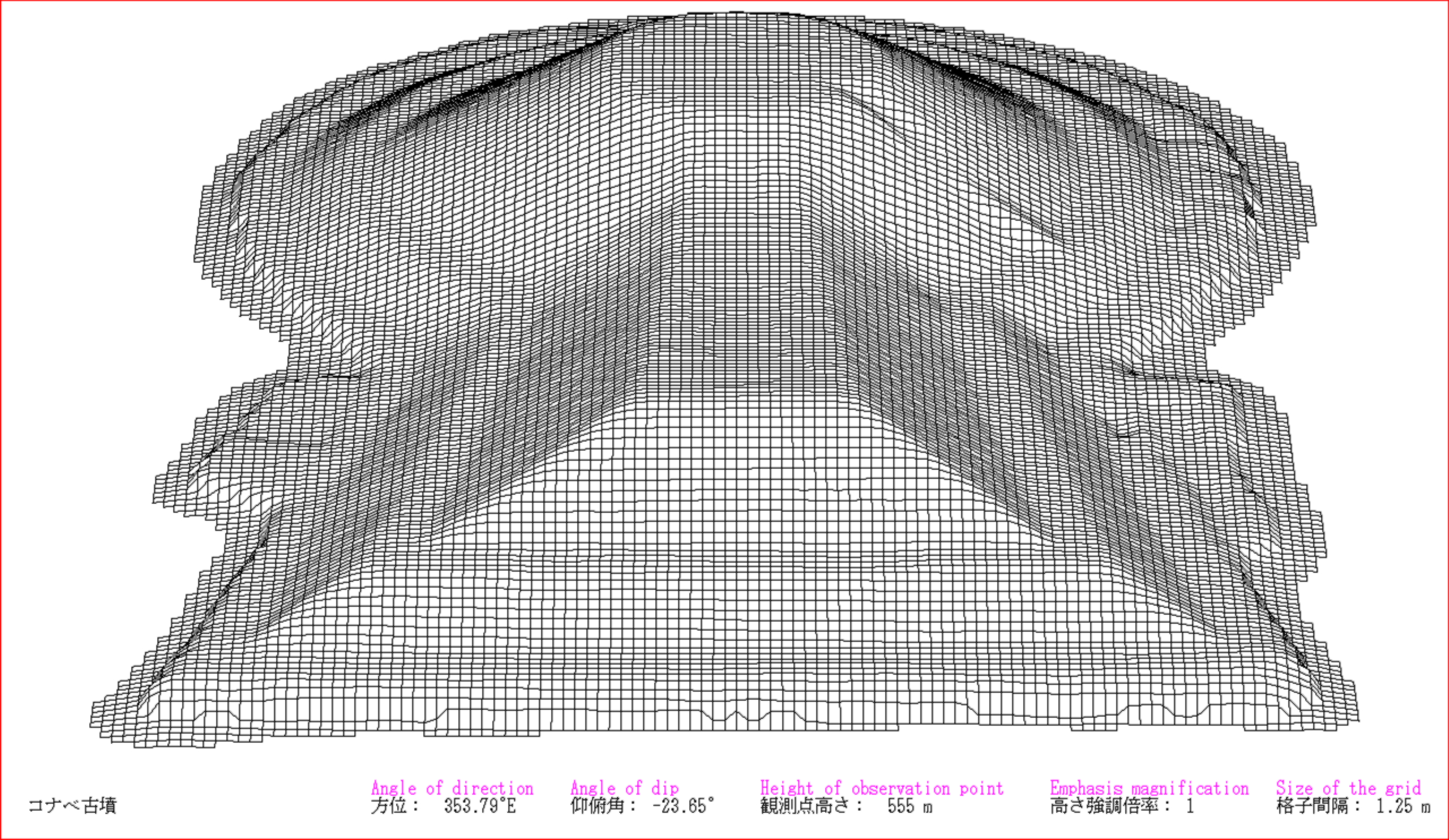
3DCGで描画。前方部正面から見る
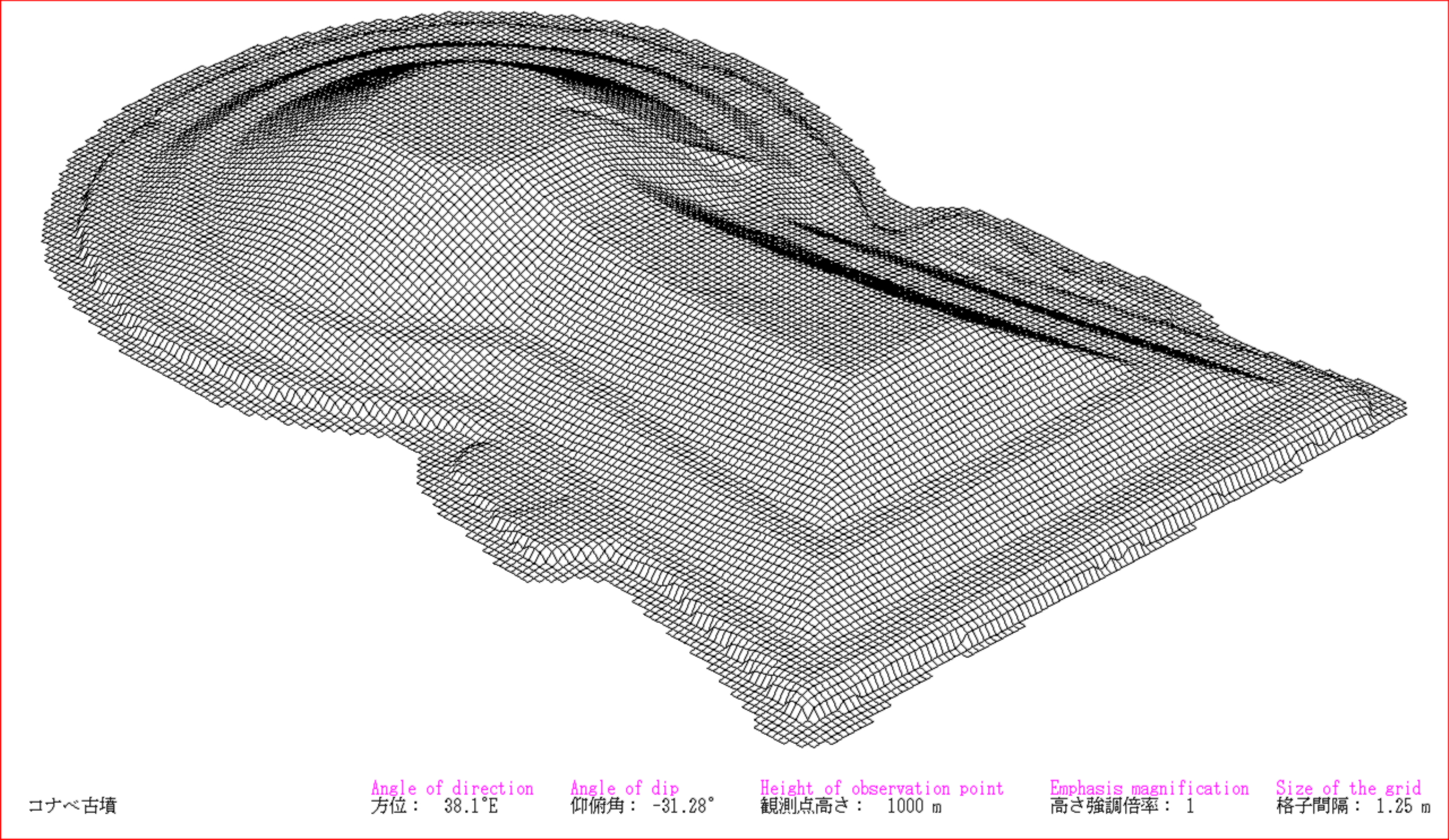
3DCGで描画。南西方向から見る
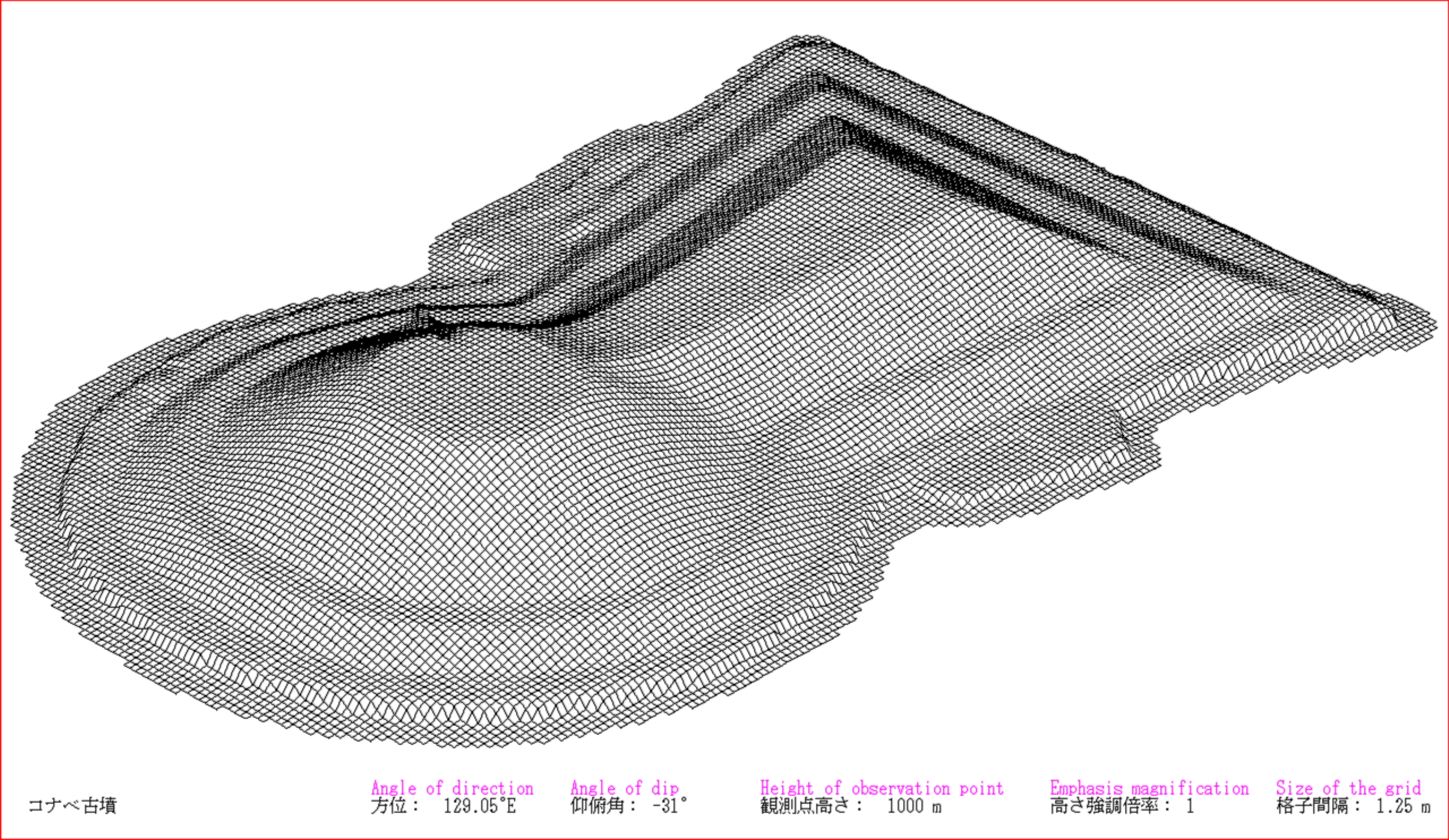
3DCGで描画。北西方向から見る
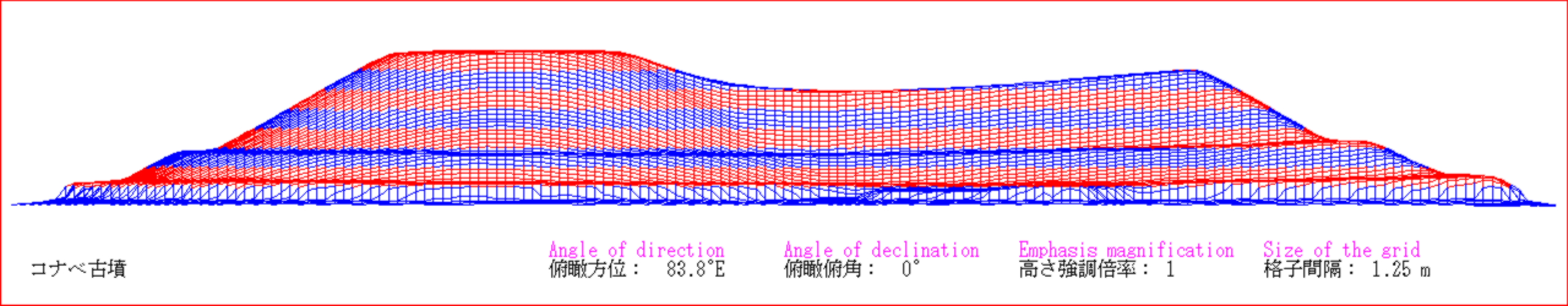
3DCGで描画。真横から見る

### 付属施設・遺物および研究史
コナベ古墳は、盾形の周濠をともない、三段築成のそれぞれの段に円筒埴輪列があることを確認している。左右のくびれ部にはそれぞれ台形様の造出しをともない、葺石の存在も確認されている。葺石は上層に人頭大、下層に握り拳大の礫石が使用されている。1696年（元禄9年）の松下見林『前王廟陵記』には墳丘内の石材の露出と円筒埴輪、葺石の検出について記されている。また、明治初年に大阪の造幣局技師として日本に招かれたイギリス人ウィリアム・ゴーランドの実測図によって海外に紹介された。
コナベ古墳は、「小那辺陵墓参考地」として宮内庁により陵墓参考地に指定されている。現状ではマツを主とする樹木に覆われており、野鳥が多く棲息している。被葬者は不明であるが、江戸時代には元正天皇の陵墓とみなされた一時期があった。
1979年（昭和54年）、奈良市教育委員会が前方部南側の外堤護岸工事のための発掘調査を実施しており、0.5メートル間隔で並ぶ円筒埴輪列が発見されている。埴輪は、黒斑を有し、突帯の断面は台形様を呈して、胴部の外面にヨコハケを施したものである。埴輪製作技法の詳細な検討により、市庭古墳およびウワナベ古墳に先行する諸要素の認められる遺物であるとの指摘がなされた。1985年（昭和60年）の後円部北側の調査では、後円部背後の二重濠については否定的な報告がなされた。それに対し、1997年（平成9年）の奈良県立橿原考古学研究所による発掘調査では、外堤部でやはり埴輪列を検出し、その東側では外周溝も確認している。外周溝のなかからは、三角板革綴短甲の破片や鉄鏃が出土している。
2009年（平成21年）11月から12月にかけて、宮内庁書陵部が墳丘裾の護岸工事にともなって古墳の一部を発掘調査しており、葺石のほか、西側の造出し部分で、直径約20センチメートルの円筒埴輪21点、南側などでも10点ほどの埴輪片が出土した。埴輪片には、柵形埴輪、蓋形埴輪、家形埴輪などの形象埴輪を含んでいた。この成果は、同年12月4日午前、日本考古学協会など15学会の研究者およびマスメディアに対して公開された。
この調査に先立つ2008年（平成20年）12月には、個人住宅の新築工事にともなう西側外堤部分の発掘調査が、橿原考古学研究所によって実施されている。この調査では、奈良時代の整地層において緩やかな勾配をもつ石敷遺構を確認しており、この遺構は、文献資料上、奈良期の天皇や皇族が宴会や騎射、曲水の宴などを催したとされる平城宮の外苑「松林苑」（しょうりんえん）の一部ではないかとする見方が提起された。さらなるデータの集積が求められるが、この推論の是非は別としても、古墳が庭園を構成する一部として取り込まれたことを示す考古資料として貴重である。
また、コナベ古墳前方部の西側から後円部北東にかけては、周濠に沿って10基の陪塚が整然と並んでいる。北西に立地する陪塚大和21号墳が径42メートルの円墳であるほかは、すべてがそれよりも規模の小さい方墳であり、陪塚のうち7基は陵墓参考地に指定されている（詳細後述）。

### 航空レーザー計測の実施
コナベ古墳は、誉田御廟山古墳とともに2009年12月から2010年（平成22年）2月にかけて、東京都新宿区に本社をおく測量会社、アジア航測株式会社によって、航空レーザー計測がおこなわれた。
航空レーザー計測法は、ヘリコプターを時速70キロメートルで飛行させ、地表からの高度500メートルないし650メートルの上空から、墳丘などの地盤に向けて毎秒12万ないし18万発のレーザー光を照射し、反射して戻ってくる時間から高低差などの測量データを採取して三次元画像に加工するもので、コナベ古墳のレーザー計測では1平方メートルに対し平均10点以上のデータを採取し、約100万点のデータが画像化に供された。
その成果は、2010年6月26日、関西大学で開催された日本文化財科学会において、奈良県立橿原考古学研究所およびアジア航測株式会社によって発表された。それによれば従来の測量法との誤差も微少であり、後世に建造されたと考えられる後円部墳頂へ至る道、後円部墳頂の小さな高まり、西造出しの方形の高まりなど、微細な部分も含めた墳形の詳細や三段築成の様子が精密に表現されたほか、古墳周辺部では古墳を取り囲むように段丘上に立地する陪塚も明瞭に示された。
これにより、立ち入り調査が困難で、樹木が被覆するため造営当時の墳形が把握しづらくなってきている陵墓参考地等の遺跡で、木の葉や草などを透過するレーザー光を用いることによって、古墳内部に立ち入ることなく、また実測の障害となる古墳表面の植生を気にすることなく、微細な部分も含めて造営当時に近い精緻な姿での再現が可能であるとして文化財関係者の関心を集めている。

## 陪塚
コナベ古墳の前方部の西側から後円部北東にかけては、10基の陪塚が並んでいる。陪塚大和第16号-18号墳および大和第20号-26号墳がそれであり、古墳北側に大和第16号墳と第17号墳が並び、北東に第18号墳と第20号墳が、北西には第21号墳と第22号墳がそれぞれ位置し、前方部の西側には、北より第23号墳、第24号墳、第25号墳、第26号墳の4基の陪塚が並ぶ。いずれも比較的明瞭に確認することができ、周濠に沿って整然と並んでいるため、古墳時代中期の陪塚の典型例として知られる。また、西側の陪塚と現況の外堤とのあいだは、いわゆる周庭帯となっていて、この部分は二重濠になる可能性がある。
10基の陪塚は、北西に立地する大和第21号墳が径42メートルの円墳であるほかは、すべて一辺が11メートルないし35メートルの方墳であり、うち7基は陵墓参考地に指定されている。1997年の大和20号墳の発掘調査により、コナベ古墳の後円部の中心から陪塚へ延伸した線と、それぞれの方墳陪塚の中軸線が重なるのではないかと考えられるようになった。また、大和第20号墳の周濠では、石をふいて苑池とした遺構が見つかっており、上述のコナベ古墳における奈良期の石敷遺構と同様のものと見なされている。第20号墳は陪塚ながら周濠をともない、そこからは円筒埴輪、朝顔形埴輪のほか、家形埴輪、壺形埴輪、蓋形埴輪などの形象埴輪も出土している。

## 所在地・アクセス
所在地
- 奈良県奈良市法華寺北町字小那辺

アクセス
- （鉄道）西日本旅客鉄道（JR西日本）奈良駅または近鉄奈良駅よりバス「自衛隊行」終点下車。
- （自動車）第二阪奈道路宝来インターチェンジから国道308号と国道24号を経由して市道。